# Медаль «95-летие Пограничной охраны Азербайджана (1919—2014)»
Юбилейная медаль «95-летие пограничной охраны Азербайджана (1919—2014)» (азерб. "Azərbaycan Sərhəd Mühafizəsinin 95 illiyi (1919–2014)" yubiley medalı) — государственная награда Азербайджанской Республики.

## История и положения
Юбилейная медаль «95-летие пограничной охраны Азербайджана (1919—2014)» была учреждена Законом Азербайджанской Республики от 30 мая 2014 года № 976-IVQD.
Медаль присуждается офицерам, генералам, полковникам и действенным военнослужащим, которые отличились в военном служении в Государственной пограничной службе Республики Азербайджан до 18 августа 2014 года, а также тем, кто активно участвовал в создании и укреплении Пограничной службы Азербайджанской Республики, и вышедшим в отставку офицерам, а также другим лицам, которые внесли особый вклад в развитие Государственной пограничной службы.

## Описание
Медаль «95-летие пограничной охраны Азербайджана (1919—2014)» представляет собой медаль круглой формы золотистого цвета диаметром 36 мм.
На лицевой стороне медали изображены два круга. Первый круг зеленого цвета. В верхней части первого круга золотым цветом написано «AZƏRBAYCAN», в нижней части «SƏRHƏD MÜHAFİZƏSİ», по обе стороны от них размещены по одному восьмиконечному золотистому звездному символу. Второй круг окрашен в белый цвет, в его центре золотым цветом изображены восемь конечных звезд вокруг числа «95», над которым находится золотистая ветвь, а под ними на белом фоне написаны числа «1919-2014».
На оборотной стороне медали изображены три круга. Первый круг окрашен в золотистый цвет. Второй круг зеленого цвета, вдоль его края размещены восемь золотистых восьмиконечных звезд. В третьем круге в верхней части изображена окрашенная карта Азербайджанской Республики, а на заднем плане находится символ пограничного знака. Цвета пограничного знака соответствуют цветам государственного флага Азербайджана. В верхней части пограничного знака на красной ленте изображен цветной символ государственного герба Азербайджана. В нижней части красной ленты написаны слова «AZƏRBAYCAN RESPUBLİKASI» на первой линии, «DÖVLƏT SƏRHƏD» на второй линии и «XİDMƏTİ» на третьей линии. На оборотной стороне медали также указаны серия и номер.

## Способ ношения
Лица, удостоенные медали, награждаются руководителем соответствующего государственного органа, назначенным исполнительной властью.
Медаль «95-летие Пограничной охраны Азербайджана (1919—2014)» размещается на левой стороне груди и следует за другими орденами и медалями Азербайджанской Республики после медали «90-летие пограничной охраны Азербайджана (1919—2009)».